# Jack O'Connell
Jack O'Connell (Alvaston, 1 de agosto de 1990) é um ator inglês. Ele ganhou reconhecimento pela primeira vez por interpretar James Cook na série de televisão britânica Skins (2009–2010, 2013). Ele também é conhecido por seus papéis em This Is England (2006), no filme terrorista Eden Lake (2009), nos dramas de televisão Dive (2010) e United (2011) e na minissérie do faroeste da Netflix Godless (2017), pela qual ele recebeu uma indicação ao Critics' Choice Television Award.
O'Connell teve atuações aclamadas pela crítica nos filmes independentes Starred Up (2013) e '71: Esquecido em Belfast (2014), recebendo indicações para o British Independent Film Awards. Posteriormente, ele estrelou como o herói de guerra Louis Zamperini no filme de guerra Unbroken (2014) e recebeu o prêmio BAFTA Rising Star. Desde então, ele estrelou o thriller Money Monster (2016), o drama biográfico Trial by Fire (2018), a minissérie da BBC The North Water (2021) e Back to Black (2024).

## Início da vida
O'Connell nasceu em 1º de agosto de 1990 em uma família da classe trabalhadora em Alvaston, Derbyshire. Seu pai, Johnny Patrick O'Connell, era um cidadão irlandês de Ballyheigue que trabalhou nas ferrovias britânicas para a Bombardier até sua morte por câncer no pâncreas em 2009. Sua mãe, Alison (nascida Gutteridge), que é inglesa, trabalhou na companhia aérea British Midland antes de assumir a gestão da carreira de seu filho. Sua irmã mais nova, Megan, é atriz. Como neto de Ken Gutteridge, jogador e posteriormente técnico do Burton Albion FC, O'Connell aspirava a se tornar um jogador de futebol profissional. Ele jogou como atacante do Alvaston Rangers e mais tarde foi olhado pelo Derby County FC, onde fez testes. Depois que uma série de lesões encerrou sua carreira, ele quis ingressar no Exército Britânico, acreditando ser sua única opção realista de ganhar a vida honestamente. Seus pais o enviaram para a Força de Cadetes do Exército quando ele tinha 12 anos com o objetivo de ensinar-lhe disciplina, mas sua ficha criminal juvenil o impediu de se alistar no exército.
Quando jovem, O'Connell entrou e saiu do tribunal por acusações relacionadas a álcool e violência, e recebeu uma ordem de encaminhamento de um jovem infrator de um ano quando tinha 17 anos. Em relação às suas transgressões passadas, ele se descreveu como "um produto de [seu] ambiente". Aos 16 anos, O'Connell deixou a Escola Católica Saint Benedict com dois GCSEs em teatro e inglês. Mais tarde, ele refletiu sobre sua experiência "brutal" em São Bento: "O que aprendi, além de qualquer coisa acadêmica na escola, foram provavelmente lições muito valiosas em termos de como mentir, como jogar o jogo, como jogar a autoridade contra si mesma". Ele se interessou por atuar durante as aulas obrigatórias de teatro e, a partir dos 13 anos, frequentou o Television Workshop gratuito em Nottingham, onde treinou teatro duas vezes por semana. Ele começou a frequentar audições em Londres, onde às vezes dormia ao ar livre porque não tinha condições de pagar um hotel. Ele finalmente se mudou para Hounslow, em Londres, trabalhando entre atuações como lavrador em Cobham, Surrey.

## Carreira
Desde o início de sua carreira, O'Connell interpretou principalmente jovens delinquentes; O escritor do The New York Times, John Freeman, observou retrospectivamente: "Se um filme britânico pedia um caso difícil, um lutador, alguém com um pouco de coragem, as chances eram de que O'Connell conseguisse o papel. [Ele] apresentou uma performance física emocionante após a outra, trazendo uma autenticidade elétrica ao retrato de um jovem irritado e problemático".
O'Connell fez sua estreia como ator em 2005, aparecendo em um episódio da novela britânica Doctors, junto com quatro episódios como o personagem Ross Trecot em The Bill. Em 2006, O'Connell estreou no cinema em This Is England (2006), uma história sobre um menino que cresceu na Inglaterra da década de 1980.
Durante o ano de 2007, O'Connell fez várias pequenas aparições na televisão em Waterloo Road, Holby City, e Wire in the Blood. Ele também estrelou na peça Scarborough, realizada no Festival de Edimburgo, que depois reprisou no ano seguinte após a sua transferência para o Royal Court Theatre, em Londres. Em outubro desse mesmo ano, O'Connell estrelou em um DVD educacional, Between You and Me (2008), produzido por Derbyshire Constabulary, em que seu personagem Alfie Gilchrist se depara com diversas questões, incluindo menores de idade bebendo, carteira de identidade falsa, e roubo de carros. A revista Youth Work Now descreveu sua performance como "excelente".
O'Connell apareceu no filme de suspense Eden Lake (2008) como o vilão de cinema Brett, na série de televisão, Wuthering Heights (2009), e como James Cook nas terceira e quarta temporada da série Skins, que estreou entre janeiro de 2009 e 2010.
O'Connell aparece no suspense policial britânico Harry Brown (2009) com Michael Caine, no papel de Marky. Em julho de 2010, O'Connell estrelou ao lado de Aisling Loftus em "Dive", da BBC Two, um drama em duas partes, como protagonista masculino, Robert, onde um casal de adolescentes jovens devem entrar em acordo perante uma gravidez inesperada. Seu desempenho foi descrito pelo revisor Euan Ferguson da The Guardian como "um desempenho esperado a um ator que tivesse o dobro de sua idade: hipnotizante, cômico e sentimental".
O'Connell recebeu o prêmio de melhor ator em 2010 no Choice Awards TV por seu papel como personagem em Skins, James Cook.[carece de fontes?]
Jack também atuou em outro filme no início de 2011 chamado Weekender, e em um filme curto de TV da BBC Two, United (2011) sobre Busby Babes, o acidente aéreo de Munique, que custou a vida de oito jogadores do Mancherster United, onde O'Connell interpreta Sir Bobby Charlton, e também em uma série chamada The Runaway (2011) do romance de Martina Cole.
Participou do filme Tower Block (2012) como o personagem Kurtis, no drama de guerra Private Peaceful (2012) como Charlie Peaceful, e em The Liability (2012) interpretou o jovem Adam. Também atuou em The Somnambulists.
Jack retornou ao personagem James Cook para uma sétima e final temporada do drama britânico Skins, em 2013. Também em 2013 foi muito aclamado pela crítica com seu desempenho em Starred Up, como o jovem problemático e violento Eric, o que acabou lhe trazendo notoriedade e atenção de Hollywood. Também ganhou o prêmio de Dublin International Film Festival por sua performance em Starred Up.[carece de fontes?]
Teve sua estreia nos filmes de Hollywood em 300: A Ascensão do Império no ano de 2014. Seu filme '71: Esquecido em Belfast estreou há pouco tempo mas já é bastante elogiado pela crítica. Seus projetos são Unbroken (Invencível), dirigido por Angelina Jolie que foi uma das apostas para o Óscar 2015, Tulip Fever e HHhH estão previsto pra 2017. Ele também se tornou o décimo ganhador do prêmio BAFTA Rising Star Award, votado publicamente. Em agosto de 2021, foi anunciado que O'Connell havia se juntado ao elenco de uma adaptação cinematográfica de Lady Chatterley's Lover, interpretando o amante Oliver. Em janeiro de 2023, foi anunciado que O'Connell foi adicionado ao elenco da cinebiografia de Amy Winehouse, Back to Black (2024) e interpretaria o marido de Winehouse, Blake Fielder-Civil.

## Vida pessoal
O'Connell disse que não se considera britânico, identificando-se especificamente com sua educação em Derbyshire e herança irlandesa. Ele mora no leste de Londres desde 2014. Jack namorou por um pouco mais de um ano a colega de elenco do drama Skins, Kaya Scodelario, e no começo de 2012 teve um breve relacionamento com a cantora Tulisa Contostlavos.[carece de fontes?]
Depois que seu pai morreu, quando O'Connell tinha 18 anos, ele lidou em parte com um comportamento autodestrutivo, comentando mais tarde que "não parou de festejar por uns sete anos". Enquanto morava em Bristol durante sua gestão em Skins, ele adquiriu uma reputação nos tablóides como um "festeiro", um "bad boy" e um "um pouco rude". Ele regularmente dava entrevistas enquanto estava de ressaca. Seu apelido de infância "Jack the Lad" (uma frase que significa "um jovem visivelmente autoconfiante, despreocupado e impetuoso") está tatuado em seu braço.
A juventude problemática de O'Connell influenciou seu trabalho, resultando nele interpretando principalmente delinquentes durante a primeira década de sua carreira, enquanto sua ficha criminal juvenil inicialmente o impediu de ser escalado para produções de Hollywood, pois ele não conseguiu obter um visto para os Estados Unidos. Aos 24 anos, ele mudou bastante seu estilo de vida, dizendo: "Não estou mais tentando me divertir ao máximo. Essa costumava ser a mentalidade toda vez que eu saía de casa". Ele deu crédito a Angelina Jolie, que o dirigiu em seu primeiro filme de Hollywood, Unbroken, por influenciar sua perspectiva e descreveu trabalhar com ela como uma "intervenção".

## Filantropia
Em 20 de junho de 2016, Dia Mundial do Refugiado, O'Connell, assim como Holliday Grainger, participaram de um filme da agência de refugiados das Nações Unidas, ACNUR, para ajudar a aumentar a conscientização sobre a crise global de refugiados. O filme, intitulado Home, mostra uma família em uma migração reversa para o meio de uma zona de guerra. Inspirado em relatos primários de refugiados e faz parte da campanha #WithRefugees do ACNUR, que também inclui uma petição aos governos para expandirem o asilo para fornecer mais abrigo, integrando oportunidades de emprego e educação. Home, escrito e dirigido por Daniel Mulloy, ganhou um prêmio BAFTA e um Leão de Ouro no Festival Internacional de Criatividade de Cannes Lions, entre muitos outros prêmios.

## Filmografia
As produções que Jack atuou são:
| Ano       | Filme ou Série Equivalente      | Papel               | Nota                               |
| --------- | ------------------------------- | ------------------- | ---------------------------------- |
| 2026      | 28 Years Later: The Bone Temple | Sir Jimmy Crystal   | Filme                              |
| 2025      | 28 Years Later                  | Sir Jimmy Crystal   | Filme                              |
| 2025      | Pecadores                       | Remmick             | Filme                              |
| 2024      | Back to Black                   | Blake Fielder-Civil | Filme                              |
| 2023      | Ferrari                         | Peter Collins       | Filme                              |
| 2022–2025 | SAS: Rogue Heroes               | Paddy Mayne         | Série                              |
| 2022      | O amante de Lady Chatterley     | Oliver Mellors      | Filme                              |
| 2021      | The North Water                 | Patrick Sumner      | Minissérie                         |
| 2019      | Seberg                          | Jack Solomon        | Filme                              |
| 2017      | Godless                         | Roy Goode           | Série Netflix                      |
| 2017      | Tulip Fever                     | William             | Filme (Pós-produção)               |
| 2016      | Money Monster                   | Kyle Budwell        | Filme                              |
| 2014      | '71                             | Gary Hook           | Filme                              |
| 2014      | Invencível (2014)               | Louis Zamperini     | Filme                              |
| 2014      | 300: Rise of an Empire          | Calisto             | Filme                              |
| 2013      | 'Starred Up'                    | Eric Love           | Filme                              |
| 2013      | Skins                           | James Cook          | Protagonista da sétima temporada   |
| 2012      | The Liability                   | Adam                | Filme                              |
| 2012      | Tower Block                     | Kurtis              | Filme                              |
| 2012      | Private Peaceful                | Charlie Peaceful    | Filme                              |
| 2011      | Weekender                       | Dylan               | Filme                              |
| 2010      | Skins                           | James Cook          | Protagonista da quarta temporada   |
| 2009      | Harry Brown                     | Marky               | Filme                              |
| 2009      | Skins                           | James Cook          | Protagonista da terceira temporada |
| 2009      | Wuthering Heights               | Shepherd Lad        | Série de TV                        |
| 2008      | Eden Lake                       | Brett               | Filme                              |
| 2006      | This Is England                 | Pukey Nicholls      | Filme                              |